# Sir-Karl-Popper-Schule
Die Sir Karl Popper Schule ist ein öffentlicher Schulversuch zur Förderung Hochbegabter im 4. Wiener Gemeindebezirk.
Die Schule ist integraler Teil des Wiedner Gymnasiums und nach dem britisch-österreichischen Philosophen Sir Karl Popper benannt. Die Schule weist einige Besonderheiten auf, welche die kreative und fachliche Entwicklung von begabten Schülern besonders fördern sollen. Pro Jahrgang werden bis zu 48 Schüler aufgenommen. Die Aufnahme basiert auf dem Ergebnis international anerkannter Intelligenztests.
Der Schulversuch „Sir Karl Popper Schule“ ist nicht zu verwechseln mit der Sir-Karl-Popper-Schule in Wien Rudolfsheim-Fünfhaus.

## Geschichte
Die Sir-Karl-Popper-Schule wurde 1998 von Andreas Salcher, Walter Strobl und Bernhard Görg gegründet. Mitinitiator war Kurt Scholz.

## Aufnahme
Das Aufnahmeverfahren für die Sir-Karl-Popper-Schule besteht aus einem mehrstündigen Test und einem persönlichen Gespräch. Der Test besteht aus dem Advanced Progressive Matrices Test und dem Intelligenz-Struktur-Test 2000R, zwei anerkannten Intelligenztests. Es werden pro Vormittag jeweils fünf bis acht Schüler von einer Psychologin getestet. Der zweite Teil des Aufnahmeverfahrens ist ein persönliches Gespräch, bei dem die Testergebnisse oder mögliche Alternativen – falls der Kandidat in die Sir-Karl-Popper-Schule nicht aufgenommen werden kann – besprochen werden. Grundsätzlich werden Bewerber mit den besten Testergebnissen aufgenommen. Auch ein Quereinstieg ist prinzipiell möglich, allerdings nur bis zum Oktober des 10. Schuljahres. Pro Jahrgang werden zwei Klassen mit je 24 Schülern aufgenommen, ein Quereinstieg ist nur dann möglich, wenn die Klassenschülerhöchstzahl dadurch nicht überschritten wird.

## Unterricht

### Modulsystem
Das Kurssystem (Schuljahr 1998/99 bis 2007/08) ermöglichte es den Schülern der jeweils 11. und 12. Schulstufe, einen Teil ihres Stundenplans selbst zusammenzustellen. Es gab mehrere Grundmodelle, die eine Stundenzahl in verschiedenen Bereichen (Naturwissenschaften, Geisteswissenschaften, Sprachen) vorschrieben. Außerdem war vorgeschrieben, die Schwerpunkte zweier Unterrichtsfächer zu besuchen, wobei Schwerpunktkurse mehr Wochenstunden besaßen als normale Kurse. Verpflichtend waren die Fächer Turnen, Deutsch, Mathematik, Religion bzw. Ethik und eine Fremdsprache. Das Kurssystem wurde im Schuljahr 2008/09 durch das Modulare Kurssystem ersetzt. Dabei stellen sich die Schüler ihren Stundenplan selbst zusammen, der neben unabwählbaren Kernmodulen (Deutsch, Mathematik, Religion/Ethik, Bewegung und Sport, eine Fremdsprache) aus typenbildenden Basismodulen („normale“ Schulfächer, z. B. sonstige Fremdsprachen, Geografie, Geschichte, Biologie, …) und Wahlmodulen (Teilgebiete eines Schulfaches, z. B. Physik-Wahlmodul Relativitätstheorie) besteht. Die Schüler müssen dabei in 4 Semestern auf zumindest 128 Semesterwochenstunden kommen. Dabei können sie zwischen den angebotenen typenbildenden Basismodulen und Wahlmodulen frei wählen, wobei sie in den 4 Semestern auf zumindest 38 Wochenstunden an typenbildenden Basismodulen kommen müssen. Im Schuljahr 2011/'12 wurde das Modulsystem für neue Klassen auf die 10. Schulstufe ausgeweitet, Schüler dieser Klassen müssen seither in 6 Semestern 204 Wochenstunden absolvieren.

### Coaching
Zum Zwecke der Beratung von Schülern über ihre emotionalen Probleme und als Möglichkeit, anonyme Beschwerden über Lehrer einzureichen, wurde das Coaching eingeführt. Jeder Lehrer betreut eine Coachinggruppe von vier bis acht Schülern, mit der er sich ein- bis zweimal wöchentlich trifft. Das Coaching hat besonders im ersten Schuljahr die Funktion, den Schülern unter die Arme zu greifen, wenn sie mit der Schuldynamik nicht zurechtkommen. Auch werden sie von ihrem Coach allgemein, beispielsweise bei der Auswahl von Lernmethoden, unterstützt. Vor allem in der siebten und achten Klasse ist das Coaching ein freiwilliges Angebot, die Anwesenheit ist nicht verpflichtend („Anlasscoaching“).

### Wissenschaftliche Arbeiten
Als Vorbereitung auf die Vorwissenschaftliche Arbeit (früher auf die Fachbereichsarbeit) sowie auf die wissenschaftliche Arbeit auf einer Hochschule haben die Schüler von der 5. bis zur 7. Klasse jährlich eine wissenschaftliche Arbeit abzugeben, wobei sie sich Schulfach und Thema selbst aussuchen können. Hoher Wert wird dabei auf das Arbeitsprotokoll und die wissenschaftliche Zitation und Quellenangabe gelegt. In der 5. Klasse trägt die Arbeit den Namen VWE („Vorwissenschaftliches Erkunden“; bis 2014 „Portfolio“), wobei ein Thema von verschiedenen Richtungen her bearbeitet werden soll. In der 6. Klasse trägt sie den Titel VWS („Vorwissenschaftliche Semesterarbeit“; bis 2014 „Jahresarbeit“).

### Notendiskussion
Für die Lehrer-Schüler-Kommunikation wird zweimal pro Semester das Popperforum einberufen, in dem Eltern und Schüler im Beisein des Leitungsteams (Direktor und drei weitere Lehrer) Vorschläge zur Verbesserung der Schule einbringen können. Das sogenannte Contracting (wörtlich: Vertragsschließung) ist eine Übereinkunft zwischen Schülern und Lehrern, die in allen Unterrichtsgegenständen am Anfang des Jahres bzw. Semesters getroffen wird und die Lernziele des Faches festlegt. Darin werden auch die Beurteilungskriterien, Erwartungen und Verpflichtungen niedergeschrieben, um im Falle einer Notendiskussion eine klare Grundlage zur Notenfindung zu besitzen.

### KoSo
Als erste Schule weltweit wurde an der Sir-Karl-Popper-Schule das Unterrichtsfach Kommunikation und Sozialkompetenz (KoSo) eingeführt, das von Renate Wustinger entwickelt wurde und von ihr unterrichtet wird. Mittlerweile wird das Fach auch an anderen Schulen angeboten. Das Ziel dieses Unterrichtsfaches ist es, den Schülern Kommunikationsfähigkeiten und Wege zur Konfliktlösung beizubringen. Zu diesem Fach gibt es in der 6. Klasse ein mehrtägiges Praktikum, welches die sozialen Fähigkeiten der Schüler auf die Probe stellen soll („Kompetent Sozial“). In der 7. Klasse liegt der Schwerpunkt auf Erziehungs- und Führungsstilen, in der 8. Klasse folgt eine Einführung in systemtheoretische Teilgebiete.

### Matrikulation
Mehrere Absolventen matrikulieren an internationale Spitzenuniversitäten wie das Massachusetts Institute of Technology, die Stanford University oder die ETH Zürich.